# Аудумла

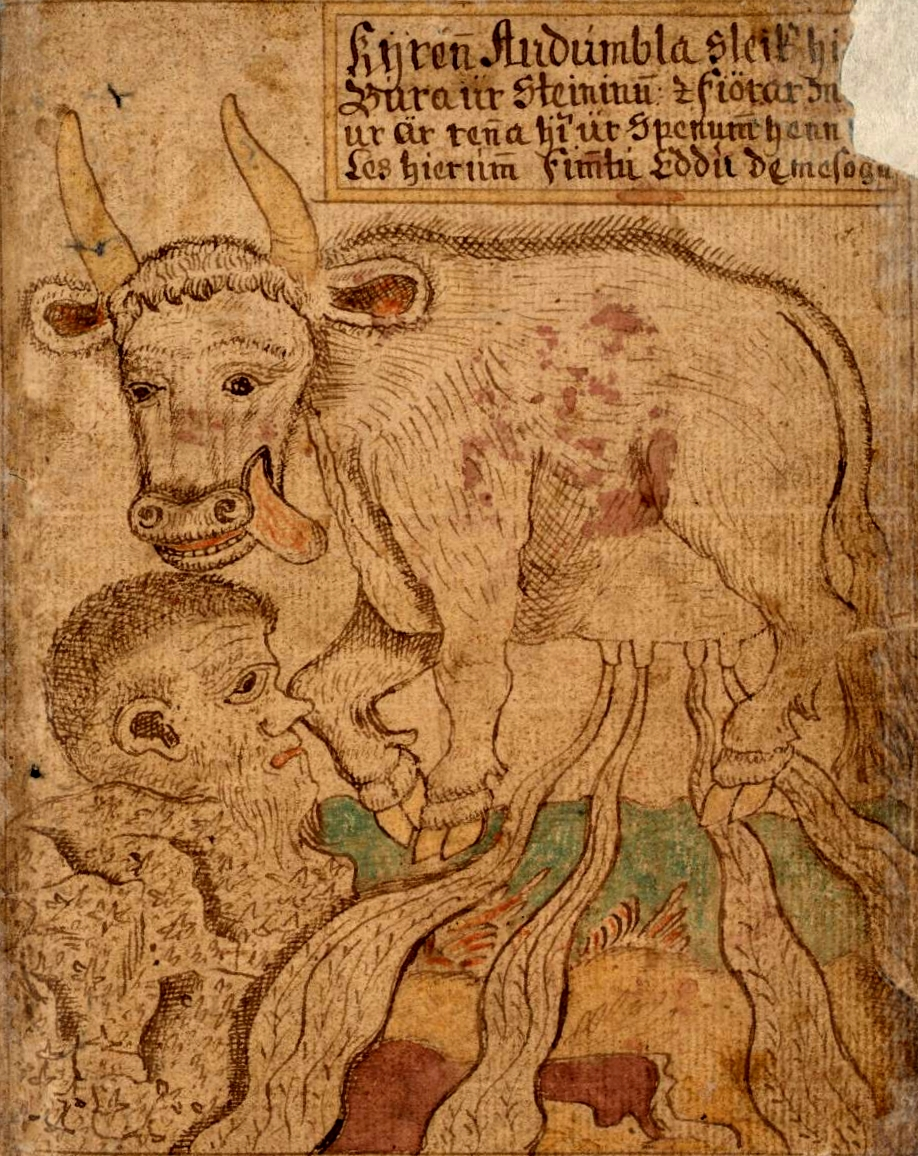

Аудумла (або Аудумбла) (швед. Auðumbla) — у германо-скандинавській міфології корова, яка з'явилась з талого льоду одночасно з Іміром.
Аудумла годувала своїм молоком Іміра й усіх його нащадків. Сама Аудумла харчувалась тим, що лизала солоні брили на кордоні Ніфльгейму. Від тепла її язика з брили солоного льоду з'явився Бурі, прабатько асів.
Імовірно, загинула, коли кров Іміра затопила світ.